# Squamopenna gansuensis
Squamopenna gansuensis är en insektsart som beskrevs av Yong Shan Lian och Z. Zheng 1984. Squamopenna gansuensis ingår i släktet Squamopenna och familjen gräshoppor. Inga underarter finns listade i Catalogue of Life.